# Acridocephala variegata
Acridocephala variegata là một loài bọ cánh cứng trong họ Cerambycidae.